# Mazaly Aguilar
Mazaly Aguilar Pinar (Cuenca, España, 20 de septiembre de 1949) es una política española, perteneciente al partido Vox. Fue diputada de esta formación en el Parlamento Europeo entre 2019 y 2024.

## Biografía
Mazaly Aguilar es licenciada en Ciencias económicas por la Universidad Complutense de Madrid. Trabajó durante veinticinco años en el seno de varias empresas (Bank of America, BBVA, Banesto, Trasmediterránea, Airtel-Vodafone).
El 26 de mayo de 2019 consiguió un escaño en el Parlamento Europeo.
Docente en el Centro Universitario Villanueva, es licenciada en Ciencias Económicas y posgrado en Comunicación Corporativa e Institucional por la Universidad Complutense de Madrid. Cursó también estudios de Derecho por la UNED y de Ingeniería de Caminos en la Politécnica. 
Es bilingüe en francés y habla un inglés fluido. Ha desarrollado su carrera profesional en el campo de la banca, donde pasó siete años en el grupo Banesto y nueve en el BBVA, y en el de las relaciones externas en empresas como Trasmediterránea —donde fue jefa de Relaciones Institucionales— o Airtel-Vodafone —donde fue jefa del Gabinete del consejero delegado—.
Mazaly Aguilar es la vicepresidenta tercera de la Comisión de Agricultura del Parlamento Europeo. También es suplente en la Comisión de Comercio Internacional, la Subcomisión de Seguridad y Defensa, la Delegación para las Relaciones con los Estados Unidos y Delegación para las Relaciones con la Asamblea Parlamentaria de la OTAN.
Su nombre oficial es María Esperanza Araceli en honor a sus abuelas. Mazaly es un nombre compuesto por una sílaba de cada uno de estos nombres